# Chotanské království

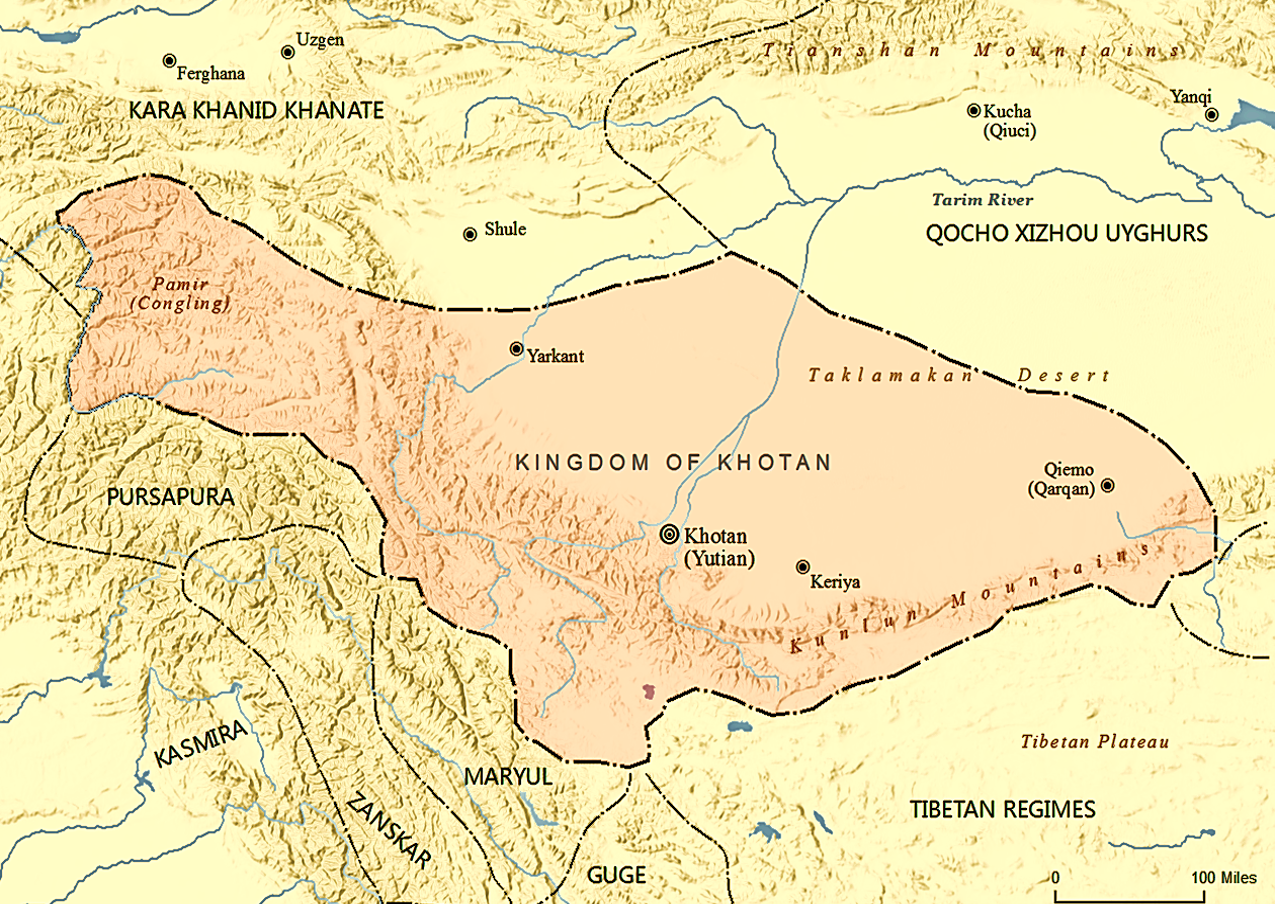
Hrubá rozloha Chotanského království koncem prvního tisíciletí

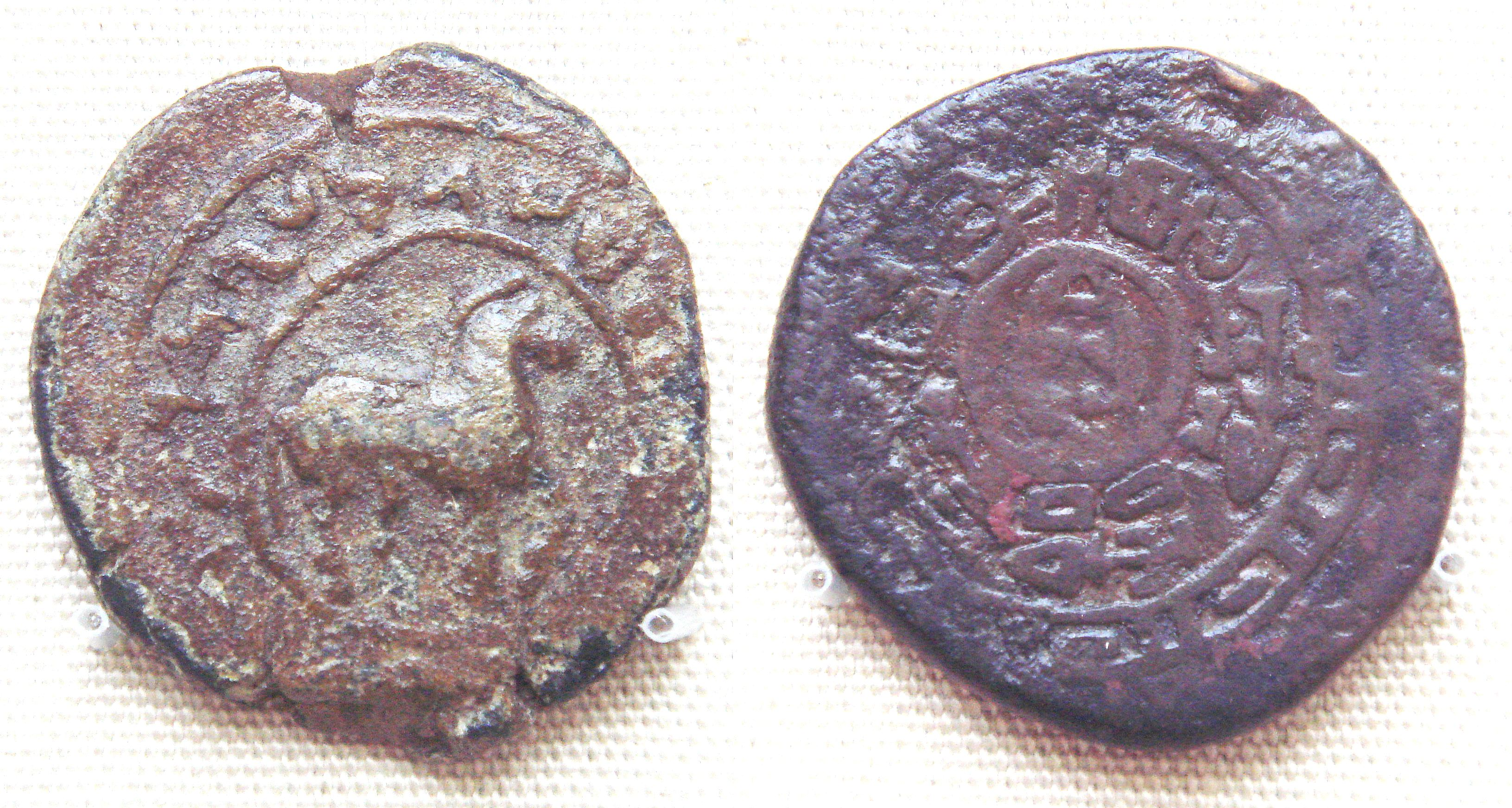
Chotanské mince z prvního století našeho letopočtu

Chotanské království bylo buddhistické království existující v letech 56–1006 na trase Hedvábné stezky na jihozápadě Taklamakanské pouště v Tarimské pánvi. Nazývá se podle Chotanu, který byl důležitou oázou a jeho hlavním městem. Koncem tisíciletí bojovalo s expanzí islámu prováděnou v této oblasti Karachánovským státem. Tento boj nakonec prohrálo, když Chotan v roce 1006 obsadila vojska kašgarského chána.